# Championnat d'Uruguay de football 1900
Navigation
Édition suivante
| \| Montevideo: · CURCC · Albion · Deutscher · Uruguay Athletic Montevideo \| Localisation des clubs engagés dans le championnat. |
| Montevideo: · CURCC · Albion · Deutscher · Uruguay Athletic Montevideo                                                           |

La 1re édition du championnat d'Uruguay de football est remportée par le Central Uruguay Railway Cricket Club. Le CURCC l’emporte avec 4 points d’avance sur Albion Football Club. Uruguay Athletic complète le podium. 
Cette toute première édition du championnat d’Uruguay est organisée par les quatre équipes fondatrices de la Fédération d'Uruguay de football. Le Central Uruguay Railway Cricket Club domine totalement la compétition en remportant tous ses matchs. Seul le vice-champion, Albion, réussit à lui marquer des buts.
Tous les clubs participant au championnat sont basés dans l’agglomération de Montevideo.

## Les clubs de l'édition 1900
| Club                                 | Stade                                    | Capacité | Ville      |
| ------------------------------------ | ---------------------------------------- | -------- | ---------- |
| Albion Football Club                 | Parque "Dr. Enrique Falco Lichtemberger" | 2000     | Montevideo |
| Central Uruguay Railway Cricket Club | Villa Peñarol                            | -        | Montevideo |
| Deutscher Fussball Klub              | -                                        | -        | Montevideo |
| Uruguay Athletic Club                | Cancha de Punta Carretas                 | -        | Montevideo |

## Compétition

### Classement
Le classement est établi sur le barème de points suivant : victoire à 2 points, match nul à 1, défaite à 0.
| Rang | Équipe                  | Pts | J | G | N | P | Bp | Bc | Diff |
| ---- | ----------------------- | --- | - | - | - | - | -- | -- | ---- |
| 1    | CURCC                   | 12  | 6 | 6 | 0 | 0 | 36 | 2  | +34  |
| 2    | Albion Football Club    | 8   | 6 | 4 | 0 | 2 | 22 | 6  | +16  |
| 3    | Uruguay Athletic Club   | 2   | 6 | 1 | 0 | 5 | 3  | 25 | -22  |
| 4    | Deutscher Fussball Klub | 2   | 6 | 1 | 0 | 5 | 3  | 31 | -28  |

| Légende : Qualifications et relégations | Légende : Qualifications et relégations |
| --------------------------------------- | --------------------------------------- |
|                                         | Champion d’Uruguay                      |
|                                         | Relégation en deuxième division         |
|                                         | T : Tenant du titre P : Promus          |

## Bilan de la saison
| Championnat d'Uruguay de football 1900                             |                                                  |
| Champion                                                           | Central Uruguay Railway Cricket Club (1er titre) |
| Promotions et relégations                                          |                                                  |
| Promus en Primera División                                         | Aucun                                            |
| Relégués en Championnat d'Uruguay de football de deuxième division | Aucun                                            |

## Statistiques

### Meilleur buteur
1. James Buchanan (CURCC), 6 buts.